# 严抑
严抑（?—1156年），宋朝吴兴人。
高宗建炎二年（1128年）李易榜進士。绍兴九年（1139）为左文林郎。绍兴十年（1140）五月官秘书省正字。十四年三月为吏部员外郎。绍兴十五年（1145），任国子司业。绍兴十五年（1145）九月，擔任贺金主生辰国信使，十月前往金國。绍兴二十六年（1156）正月，擔任左朝散郎，知信州。以疾未赴任。晚年提举江州太平兴国宫。绍兴二十六年闰十月，卒於任上。